# Gottfried Mayer
Gottfried Mayer (* 13. April 1865 in Ering; † 24. Mai 1938 ebenda) war Malzfabrikant und Mitglied des Deutschen Reichstags.

## Leben
Mayer besuchte die Realschule in Freising und ließ 1896/97 von italienischen Baumeistern eine Malzfabrik in seiner Heimatgemeinde Ering errichten, die heute unter Denkmalschutz steht.
Von 1907 bis 1912 war er Mitglied des Deutschen Reichstags für den Wahlkreis Niederbayern 4 Pfarrkirchen, Eggenfelden, Griesbach und die Deutsche Zentrumspartei.